# Nephus schwarzi
Nephus schwarzi is een keversoort uit de familie lieveheersbeestjes (Coccinellidae). De wetenschappelijke naam van de soort is voor het eerst geldig gepubliceerd in 1976 door Gordon.